# Миллс, Роджер
Роджер Миллс (англ.  Roger W. Mills, род. 13 февраля 1951, Гилфорд, Суррей, Великобритания) — британский экономист, специалист в области корпоративных финансов, заслуженный (эмерит) профессор бизнес-школы университета Рединга, председатель группы консалтинговых фирм «Value Focus Group», председатель и главный инструктор британской спортивной ассоциации British Shito Ryu Karate Association (BSKA), 8 Дан (Kyoshi).

## Биография

### Научная карьера
Роджер Миллс родился 13 февраля 1951 года в городе Гилфорд, графство Суррей, Великобритания. Получив степень бакалавра психологии, социологии и экономики, после пятилетней офицерской службы в Королевских военно-воздушных силах (англ.  Royal Air Force (RAF)) он продолжил своё обучение, изучая бухгалтерский учёт и корпоративные финансы.
В 1983 году Роджер Миллс поступил на работу в Хенли бизнес-школу, где на протяжении 25 лет занимал ключевые позиции по проведению и развитию дистанционного обучения, MBA программ, филиала Хенли бизнес-школы в Бразилии, а также основал Хенли Центр Улучшения стоимости (Henley Centre for Value Improvement). С 1986 он также профессор финансов и бухгалтерского учёта Хенли бизнес-школы.
В 2008 году, за значительный вклад в жизнь бизнес-школы он награждён званием «Почетный глава колледжа» (Master of College).
С 2007 по 2012 Роджер Миллс занимал должность профессора оценки бизнеса и фундаментального анализа в Амстердамском свободном университете .
C 2012 по 2013 Роджер Миллс - профессор финансов Университетского колледжа Лондона.
Роджер Миллс подготовил 23 кандидата наук (PhD) и является автором 13 книг, 3 учебников и более 130 статей. Его книга «Динамика акционерной стоимости» ('The Dynamics of Shareholder Value') много раз переиздавалась и была переведена на японский и польский языки.

#### Образование
Доктор философии в финансах, Хенли бизнес-школа/Брюнель университет, 1986.
Магистр естественных наук, Хенли бизнес-школа/ Брюнель университет, 1982.
Бакалавр технических наук, психологии, социологии и экономики, Брюнель университет, 1974.

#### Профессиональные квалификации
Член Сертифицированного института специалистов по управленческому учёту (CIMA)
Член Профессиональной организации секретарей и администраторов
Член Ассоциации финансовых директоров корпораций
Сертифицированный преподаватель, Лондонский университет

#### Научная работа
Совместно с Блекер, К., Вейнстейн, Б., Исследование вопросов, касающихся людей рискующих во Ньюкаслском строительном обществе, 2003.
Совместно с Пексик, М. Применение стратегического стоимостного анализа к польскому рынку, 2001.
Методы учёта издержек в серийном производстве — крупный научно-исследовательский проект совместно с департаментом производственных систем Брюнель университета, 1997.
Совместно с Сантос, Р. Применение стратегического стоимостного анализа к бразильскому рынку, 1996.
Совместно с Янгкуин Цяо. Бухгалтерская и финансовая отчётность в Китае, 1996.
Совместно с Гордоном Чен. Оценка интернациональных совместных предприятий путём использования стратегического стоимостного анализа, 1995.
Использование анализа акционерной стоимости в оценке слияний и поглощений крупными британскими компаниями — проект, финансированный Сертифицированным институтом специалистов по управленческому учёту (CIMA), 1995.
Финансовые аспекты корпоративного управления — внутренняя и управленческая перспектива аудита — проект, финансированный Институтом дипломированных бухгалтеров Англии и Уэльса, 1995.
Совместно с Сиамал Гош, Применение стратегического стоимостного анализа в приватизационных решениях, 1993.
Итоговый аудит проектных капиталовложений — научное исследование, инициированное и спонсированное Сертифицированным институтом специалистов по управленческому учёту (CIMA), 1991.
Распределение стоимости телекоммуникаций — крупный научно-исследовательский проект финансированный совместно Office of Telecommunications (Oftel) и Kingston Communications PLC, 1988.
Влияние на решения о бюджетировании капиталовложений, оказываемые центральным руководством и руководителями подразделений в крупных британских компаниях, 1986.
Использование информации учёта расходов в ценообразовательных решениях промышленных предприятий и предприятий сферы услуг, 1986.

#### Подготовленные кандидаты наук
Peter J. Clark ‘Time is Value — an investigation of the terminal value component in the prevailing 2 stage DCF valuation methodology’
Somkiat SSA ‘Thai Commercial Banks and Compliance with Basel II Operational Risk Requirements’
Nadem Al Saleh ‘The Capital Budgeting Practices of Major Bahraini Companies and their British Counterparts: A Benchmarking Approach/Capital Budgeting’
Keith Blacker ‘An Investigation into Operational Risk Mitigation in UK Retail Banks’
James de Bono ‘An Empirical Investigation of the Regression Approach and Pure-Play Approach Within the UK Corporate Environment’
Tom Corr ‘A Study of the Fiscal Costs and Returns to the Province of Ontario and Government of Canada resulting from Tax Credits provided to investors in Ontario based Labour Sponsored Investment Funds’
David Ewers ‘Director Remuneration and Performance: A Study of Top UK Companies 1996—1999’
Giampiero Favato ‘Parametric Cost Analysis of Late-stage Pharmaceutical Development’
Peter Finnegan ‘The Application of Shareholder Value Analysis as a Valuation Model in the UK Engineering Industry’
Edward Firman ‘A Global Study on the Relationship Between Firms' Diversification into the Financial Services Industry and their Financial Performance’
Elaine Harris ‘An Insight into Strategic Investment Appraisal: Project Risk Analysis’
Tom Kennedy ‘The Impact of Activity-Based Costing Techniques on Firm Performance’
Haider Madani ‘An Empirical Examination of the Explanatory Power of Accrual Earnings Versus Cash Flows: UK Industrial Sector’
Alfred Oldman ‘The Development of a Model for Strategic Cost Reduction as a Managerial Response to Market Orientation’
Carole Print ‘An Exploratory Longitudinal Study of the Implementation of Shareholder Value within Three Large International Companies’
John Robertson ‘Predicting Corporate Failure: An Alternative Approach’
Jorg Weber ‘Value-based Investment Allocation for Life Insurance Companies’
Jens Weng ‘Shareholder Value Creation of M&A Strategies for Acquiring Firms in the Fast-Moving Consumer Goods Industry’
Henry Wild ‘EVA and MVA — A Model to Predict Share Performance’
Sileanne Wootton ‘The Investment Performance of Individual Investors’
Jurgen Dahlhoff ‘Support for the Market Implied Competitive Advantage Period (MICAP) in the German Stock Market’
Lior Jassur ‘The Behaviour of Asset Value and Asset Value Volatility when Quantifying Credit Risk’
Nitin Parekh ‘An Investigation into the Ex Ante and Ex Post Equity Risk Premium in Developed and Emerging Markets’

#### Награды
Заслуженный профессор, бизнес-школа университета Рединга, 2008
Заслуженный профессор, Хенли бизнес-школа, 2008
Почетный глава колледжа, Хенли бизнес-школа, 2008

### Бизнес карьера
Параллельно с развитием своей научной карьеры, Роджер Миллс работал в финансовых и промышленных компаниях, занимая должности, такие как главный исполнительный директор в Global Alliance Inc., Asia’s First Investment Venture Bank, профессор акционерной стоимости в PricewaterhouseCoopers и другие.
Он был консультантом многих компаний и организаций: Ernst & Young, Credit Suisse First Boston, Credit Agricole, Lloyds TSB, Den Norske Bank, HSBC и другие, работая в Азии, Африке, Южной Америке, на Ближнем Востоке, в Центральной и Восточной Европе, фокусируясь на вопросах развивающихся рынков.
В данный момент является председателем группы консалтинговых фирм Value Focus Group.

### Спортивная карьера
Роджер Миллс — председатель, главный инструктор британской спортивной ассоциации British Shito Ryu Karate Association (BSKA), основанной им в 1974 году, и один из обладателей наиболее высоких рангов (данов) каратэ среди британских инструкторов.

### Книги /главы в книгах
Clark, Peter and Mills, Roger W., 2013.  Masterminding the Deal.  Kogan Page. 

Mills, Roger W., 2007. Financial Statement Analysis and Corporate Finance, Books 1 and 2, Value Focus Publishing. 

Mills, Roger W., 2007. Corporate Finance — A Managerial Perspective, Value Focus Publishing. 

Mills, Roger W. with Print, Carole F., 2006. Business Finance and Accounting, Value Focus Publishing. 

Mills, Roger W. with Print, Carole F., 2006. Managerial Finance, Shareholder Value and Value Based Management. Value Focus Publishing. 

Robertson, J. and Mills, Roger W., 2000. Accounting Principles for Non-Accounting Students. Mars Business Associates Ltd. 

Mills, Roger W. with Print, Carole, F. and Rowbotham, Sean A., 1999. Managerial Finance, Shareholder Value and Value Based Management. Mars Business Associates Ltd. 

Mills, Roger W., Robertson, John with Print, Carole, F. and Rowbotham, Sean A., 1999. Fundamentals of Managerial Accounting and Finance. Mars Business Associates Ltd. 

Mills, Roger W., Shareholder Value Analysis — Its Use in Measuring Value Creation, FMAC 1999 Theme Booklet, IFAC, April 1999

Mills, Roger W., 1998. The Dynamics of Shareholder Value: The Principles and Practice of Strategic Value Analysis. Mars Business Associates Ltd. 

Mills, Roger W., 1998. Understanding and Using Shareholder Value Analysis. In Ambrosini, V., with Johnson, G. and Scholes, K. (Eds.) Exploring Techniques of Analysis and Evaluation in Strategic Management, pp 229–244, Prentice Hall. 

Mills, Roger W., 1997. Internal Control Practices within Large UK Companies. In Keasey, Kevin and Wright, Mike (eds.) Corporate Governance: Responsibilities, Risks and Remuneration, Wiley & Sons

Mills, Roger W., 1994. Strategic Value Analysis. Mars Business Associates Ltd. 

Mills, Roger W. and Stiles, J., 1994. Finance for the General Manager. Henley-McGraw Hill series. 

Mills, Roger W. and Robertson, J.D.A., 1990. Fundamentals of Management Accounting and Finance. Mars Business Associates, (first published in 1990 — adopted by over 20 MBA courses as core reading material).

### Учебники
Mills, Roger W., Strategic Planning, chapter in Financial Management Manual update series published by Accountancy Books. 

Mills, Roger W., Cost Accounting, chapter in Practical Financial Management, update series published by GEE Publishing Ltd. 

Mills, Roger W., Print, Carole F., Ewers, D., Editors, Handbook of Cost Management, published by GEE Publishing Ltd. 

Mills, Roger W., Print Carole F., Ewers, D., Parker, D., HMC Workbooks, Managing Financial Resources Modules 1-4 (2000). 

Mills, Roger W., Print Carole F., Ewers, D., with contributions from Marcin Peksyk and David Parker. Strategic Direction Workbook: Finance — Strategic Financial Analysis, Prepared by the Accounting and Finance Faculty (2001)

### Избранные статьи
Mills, Roger W., Favato, G. and Weinstein, W. L., 2006. Using Scenario Thinking to Make it Relevant to Managers: A Case Study Illustration, Journal of General Management, Vol. 31, No. 3, Spring, pp. 49–74. 

Weinstein, W.L., Blacker, K.B., Mills, Roger W., 2005. Can your Board Really cope with risk?" IFAC Articles of Merit, August, pp. 48–52.

Mills, Roger W., 2005. Assessing Growth Estimates in IPO Valuations —A Case Study, Journal of Applied Corporate Finance, Winter, Vol. 17, No. 1, pp 73–78. 

Mills, Roger W., 1998 How do you value a start-up company? — The flotation of OrangeTM. Long Range Planning. Vol. 31 No. 1, June, pp 446–454. 

Mills, Roger W. and Weinstein, Bill, 1996. Calculating Shareholder Value in a Turbulent Environment. Long Range Planning, Vol. 29 No. 1, pp 76–83. 

Mills, Roger W. and Chen, Gordon., 1996. Evaluating International Joint Ventures Using Strategic Value Analysis. Long Range Planning, Vol.. 29 No. 4, pp 552–561. 

Mills, Roger and Chen, Gordon., 1996. Evaluating Chinese Joint Venture Opportunities Using Strategic Value Analysis. Journal of General Management, Vol. 21 No. 4, Summer, pp 31–44. 

Bear R., Mills, Roger W., Schmid Felix., 1994. Product costing in advanced technical environments. Management Accounting. Vol. 72, No. 11, December, pp 20–22. 

With Dimech Debono J., Dimech Debono, V., 1994. Euro Disney: A Mickey Mouse Project? European Management Journal, Vol. 12 No. 3, September, pp 306–314. 

With Syamal, K. Gosh., 1994. The Role of Strategic Value Analysis in European Privatisation Decisions. European Management Journal, Vol.12 No. 2, June. 

Mills, Roger W., 1992. Cash: The Key Driver of Shareholder Value. The Treasurer, April, pp 7–12. 

With Cave, M., Trotter, S., Lever, K., 1990. Cost Allocation and Regulatory Pricing in Telecommunications; A UK case study. Telecommunications Policy, December, pp 505–520. 

Mills, Roger W. and Cave, Martin., 1990. Cost Allocation in Regulated Industries, Public Finance Foundation, CRI Regulatory Brief No. 3. 

Mills, Roger W., Kennedy, Alison, J., 1990. The Post Completion Audit of Capital Expenditure Projects. Management Accounting Guideline. Chartered Institute of Management Accountants (CIMA), December. 

Mills, Roger W., 1988. Measuring the Use of Capital Budgeting Techniques with the Postal Questionnaire; A UK Perspective. Interfaces, September—October, pp 81–87. 

Mills, Roger W., 1988. Capital Budgeting — The State of the Art. Long Range Planning, Vol. 21 No.4, August, pp 76–81. 

Mills, Roger W. and Robertson, J., 1988. Company Failure or Company Health?— Techniques for Measuring Company Health. Long Range Planning, Vol. 21 No. 2, April, pp70–77. 

Mills, Roger W. and Sweeting, C., 1988. Pricing decisions in practice: how are they made in UK manufacturing and service companies?. The Chartered Institute of Management Accountants, Occasional Paper Series. 

Mills, Roger W., 1988. Capital Budgeting Techniques used in the UK and the USA. Management Accounting, pp 26–27. 

Mills, Roger W. and Herbert, P.J.A., 1987. Corporate and Divisional Influences in Capital Budgeting. The Chartered Institute of Management Accountants, Occasional Paper Series.